# Selección de fútbol de Goa
La Selección de fútbol de Goa es el equipo representativo de Goa, India en el Trofeo Santosh.
El equipo ha conquistado por 5 veces el Trofeo Santosh, y ha salido subcampeón 8 veces.